# Pápua mézevő
A pápua mézevő (Meliphaga analoga) a madarak osztályának verébalakúak (Passeriformes) rendjébe és a mézevőfélék (Meliphagidae) családjába tartozó faj.
A magyar név forrással nincs megerősítve.

## Előfordulása
Indonézia és Pápua Új-Guinea területén honos. A természetes élőhelye szubtrópusi és trópusi síkvidéki és hegyi esőerdők és bokrosok, mangroveerdők, valamint ültetvények, vidéki kertek és erősen leromlott egykori erdők. Állandó, nem vonuló faj.

## Alfajai
- Meliphaga analoga analoga (Reichenbach, 1852)
- Meliphaga analoga flavida Stresemann & Paludan, 1932
- Meliphaga analoga longirostris (Ogilvie-Grant, 1911)

## Megjelenése
Átlagos testtömege 21 gramm.

## Külső hivatkozás
- Képek az interneten a fajról
- Internet Bird Collection - videók a fajról
- Xeno-canto.org - a faj hangja